# 歯切り盤
歯切り盤（はぎりばん）とは、歯車の歯切り加工（切削によって作出する手法）を行う工作機械の一種。
歯車はこの工作機械によって切削された歯車が使用されることが多い。（歯車の製造には他に鋳造歯車、転造歯車がある）
歯車の歯形曲線としては、インボリュート曲線が広く用いられている。一般の歯切り盤は、材料と切削工具を相互に動かして切削することで工具にない複雑な曲線を創り出せる「創成法」によるものが多い。一方、切削すべき歯形をもった総形フライスを用いてフライス盤によって加工する「成形法」も行われる。